# (677) Aaltje
Aaltje és l'asteroide número 677. Va ser descobert per l'astrònom August Kopff des de l'observatori de Heidelberg (Alemanya), el 18 de gener de 1909. La seva designació és 1909 FR.